# Parvixerocomus aokii
Parvixerocomus aokii ist eine Pilzart aus der Familie der Dickröhrlingsverwandten (Boletaceae).

## Merkmale

### Makroskopische Merkmale
Der Hut ist halbkugelig bis abgeflacht und erreicht einen Durchmesser zwischen 1,5 und 2 Zentimetern. Die Hutoberfläche ist  etwas filzig, trocken und selten rissig. Sie hat eine orangerote bis lebhaft rote Farbe. Das Fleisch ist blassgelb bis hellgelb, 2 bis 4 Millimeter dick und verfärbt sich bei einer Verletzung dunkelblau bis schwarzblau.
Das Hymenophor, also der röhrentragende Teil des Hutes, ist nur etwas herablaufend (subdecurrent). Es ist hellgelb bis gelb gefärbt und verfärbt sich bei Verletzung ebenfalls dunkelblau. Die Röhren sind fast rund bis unregelmäßig, 1 bis 2 Millimeter im Durchmesser und bis zu 2 Millimeter lang.
Der 1,2 Zentimetern lange und 0,2 Zentimeter dicke Stiel ist walzig geformt. Er ist orangerot bis karottenrot gefärbt mit einem gelben Farbton an der Basis. Die Oberfläche  ist undeutlich faserig und verfärbt sich bei Berührung blau. Sein Fleisch ist ähnlich wie das des Hutes.
Das basale Myzel ist hellgelb. Makrochemische Reaktionen werden nicht beobachtet.

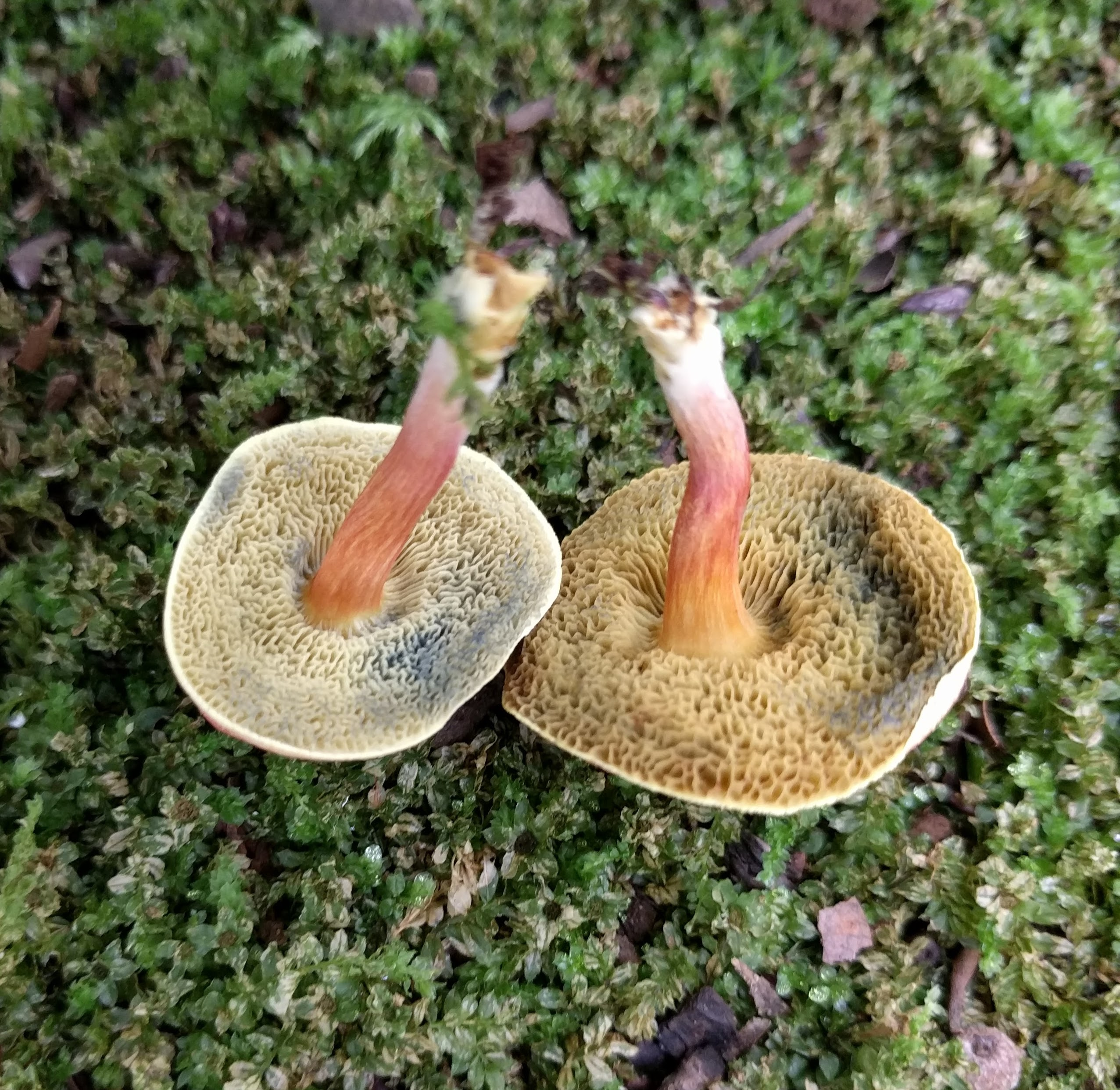
Blick auf die Hutunterseite

### Mikroskopische Merkmale
Die Basidien sind 32–42 × 8–11 Mikrometer groß, keulig und viersporig. Die Sporen besitzen eine ellipsoide, ungleichseitige Form und einem Hilarfleck. Sie werden 9–10 (manchmal bis zu 11) × (manchmal 4) 4,5–5 Mikrometer groß und sind hellgelb bis bräunlich gelb, glatt und färben sich nicht mit Jod (inamyloid). Die Hyphen des Huttramas sind zylindrisch und 3 bis 8 Mikrometer breit. Die dünnwandigen Cheilozystiden sind spindelig-bauchig bis keulig mit einer kleinen Spitze am Apex, selten auch mit einem langen Horn. Sie werden 35–57 × 7–12 Mikrometer groß. Die dünnwandigen Pleurozystiden werden 50–62 × 9–11 Mikrometer groß, sind spindelig-bauchig bis breit spindelig-bauchig mit einem etwas zugespitzten Apex. Die Hutdeckschicht ist ein Trichoderm mit etwas perlschnurförmig eingeschnürten (moniliform) Hyphen mit zystenähnlichen (zystoiden) Endzellen. Diese sind 23–50 × 7–10 Mikrometer groß. Das Fleisch des Stiels besteht aus miteinander verwobenen 4 bis 10 Mikrometer breiten Hyphen. Schnallen sind keine vorhanden.

## Ökologie und Phänologie
Parvixerocomus aokii wächst gesellig in tropischen und subtropischen Wäldern aus verschiedenen Buchengewächsen.

## Verbreitung
Parvixerocomus aokii ist bisher nur aus dem südlichen China (unter anderem aus der Provinz Hainan) und Japan bekannt.

## Systematik
Parvixerocomus aokii wurde 1984 von Tsuguo Hongo als Boletus aokii erstbeschrieben. 2015 stellten die chinesischen Mykologen Gang Wu, Nian Kai Zeng und Zhu L. Yang die neue Gattung Parvixerocomus auf.